# Booneville (Arkansas)
Pour les articles homonymes, voir Booneville.
La ville de Booneville est le siège de comté de Logan, dans l'Arkansas, aux États-Unis d'Amérique.

## Démographie
| 1880 | 1890 | 1900 | 1910  | 1920  | 1930  | 1940  | 1950  |
| ---- | ---- | ---- | ----- | ----- | ----- | ----- | ----- |
| 275  | 496  | 988  | 1 631 | 2 199 | 2 099 | 2 324 | 2 433 |

| 1960  | 1970  | 1980  | 1990  | 2000  | 2010  | - | - |
| ----- | ----- | ----- | ----- | ----- | ----- | - | - |
| 2 690 | 3 239 | 3 718 | 3 804 | 4 117 | 3 990 | - | - |

## Source
- (en) Cet article est partiellement ou en totalité issu de l’article de Wikipédia en anglais intitulé « Booneville, Arkansas » (voir la liste des auteurs).